# Carina Dahl (sångerska)
Carina Dahl, född 15 augusti 1985 i Trondheim, är en norsk popsångerska och låtskrivare. Hon var med i TV-programmet Big Brother 2006 där hon röstades ut före finalen efter att ha varit inne i huset i 107 dagar. 2011 deltog hon i den norska uttagningen till Eurovision Song Contest 2011 i Düsseldorf med låten "Guns & Boys" men gick dock inte vidare i tävlingen. Hon har även deltagit i tävlingen 2013 och 2019 med låtarna "Sleepwalking" och "Hold Me Down".
Dahl har under flera års tid jobbat som glamourmodell och blev 2005 utsedd som Årets gatebilbabe i Norge. Hon har även bott i Sverige under fem års tid innan hon 2012 valde att flytta tillbaka till Norge.